# Бург (англосаксонский период)
Бург (англ. Burh, англ. Burg) — крепость в Англии в англосаксонский период.

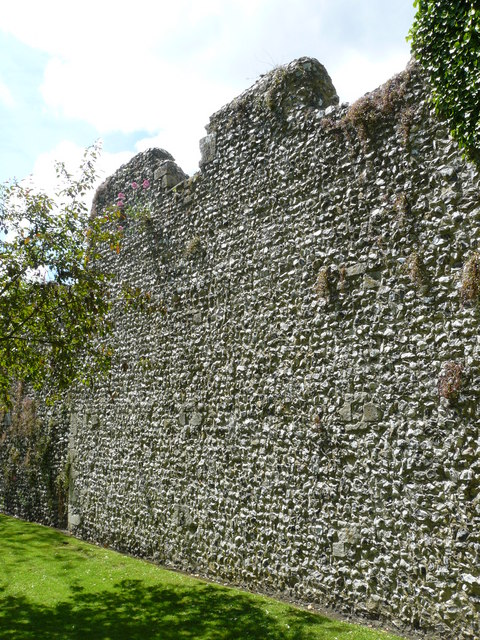
Стена бурга Уинчестер

В IX веке при Альфреде Великом для защиты Уэссекса от нападений датских викингов была построена система бургов — фортов и крепостей как в уже существовавших поселениях, так и на новых местах. Они известны благодаря списку Burghal Hidage, который датируется правлением сына Альфреда Великого Эдуарда Старшего (899/901—924 годы правления), в котором перечислено 33 бурга. Их расположение было таким, что любой житель Уэссекса жил на расстоянии не более 20 миль от какого-либо бурга. 
Затем бурги стали административными, религиозными и коммерческими центрами. Король Этельстан (924/925—939 годы правления) дал им право чеканки монет. 
После Нормандского завоевания бурги потеряли значение оборонительных сооружений, эту функцию взяли на себя замки. 